# آي كايانو
آي كايانو (باليابانية: 茅野 愛衣) هي مؤدية أصوات يابانية ولدت يوم 13 سبتمبر 1987 في طوكيو.

## أدوارها في الأنمي

### مسلسلات أنمي تلفزيونية
- نحن ما زلنا لا نعرف اسم الزهرة التي رأيناها ذلك اليوم - مينما
- ناجي-آسو : هدوء في البحر - كانامي إيساكي
- بن تو - أومي شيراومي
- غيلتي كراون - إينوري يوزوريها، مانا أوما
- دورارارا!! - ماومين
- إندكس معينة خاصة بالسحر II - إيتسوا
- إندكس معينة خاصة بالسحر III - إيتسوا
- ميري آكلة الأحلام - إيسانا تاتشيبانا
- سيكريد سفن - آي
- فريزينغ - فايوليت إل بريدجيت
- فريزينغ فايبريشن - فايوليت إل بريدجيت
- دفتر مذكرات السماء - أياكا شينوزاكي
- شاكوغان نو شانا III(فاينل) - كيارا توسكانا
- لاست إكسايل: فام ذات الأجنحة الفضية - ميليا إل فيلك كترتولا توران
- قل أنك تحبني. - ميه تاتشيبانا
- أكاديمية ستيلا للفتيات قسم الثانوية نادي C3 - كاريرا هاتسوسي، آيرا هاتسوسي
- ميداكا بوكس - موغانا كيكايجيما
- ميداكا بوكس أبنورمال - موغانا كيكايجيما
- هيوكا - ماياكا إيبارا
- فتاة ساكوراسو الأليفة - ماشيرو شينا
- فالفريف الثوري - آينا ساكوراي، بينو
- أغنية حب طيار - ناناكو هاناساكي
- كابتن إيرث - هانا موتو
- بلاك بوليت - الفتاة العمياء
- غلاسليب - مومو شيروساكي
- سيليكتور إنفكتد ويكروس - هيتوي أويمورا
- سيليكتور سبريد ويكروس - هيتوي أويمورا
- لوستوريج كونفليتد ويكروس - هيتوي أويمورا
- تيرافورمارز - شيلا ليفيت
- تنمية عشيقة مبتذلة - أوتاها كاسوميغاوكا
- تنمية عشيقة مبتذلة ♭ - أوتاها كاسوميغاوكا
- شوكوغكي نو سوما - ريوكو ساكاكي
- شوكوغكي نو سوما: الطبق الثاني - ريوكو ساكاكي
- شوكوغكي نو سوما: الطبق الثالث - ريوكو ساكاكي
- شوكوغكي نو سوما: الطبق الثالث: قطار توتسوكي - ريوكو ساكاكي
- فايري تايل - كيوكا
- كذبتك في أبريل - ناغي آيزا
- حياة المدرسة! - ميغومي ساكورا
- شو باي روك!! - تسوكينو
- هل من الخطأ أن أسعى وراء الفتيات في المتاهات؟ - أسفي آل أندروميدا
- سورد أوراتوريا - أسفي آل أندروميدا
- أريا الرصاصة القرمزية AA - شينو ساساكي
- أوشيو و تورا - أوماموري-ساما
- غارغانتيا في الكوكب الأخضر - سايا، غريس
- سايكو-باس - يوشيكا أوكوبو
- من الغد الهادئ - تشيساكي هيرادايرا
- خليلة (مؤقتة) - هاروكو يوميساكي
- ريني من الحدود - سوزو مينامي
- البركة لهذا العالم الرائع! - داركنيس
- البركة لهذا العالم الرائع! 2 - داركنيس
- تيلز أوف زيستيريا ذا كروس - أليشا
- متاعب سايكي كوسوؤو - كوكومي تيروهاشي
- دانغانرونبا 3: نهاية أكاديمية قمة الأمل - ميكان تسوميكي
- ري لايف - تشيزورو هيشيرو
- نيو غيم! - رين توياما
- نيو غيم!! - رين توياما
- إنفينيتي فورس - إمي كايدو
- يوكيو هولدر! - كيريي ساكورامي
- ماغي: مغامرات سندباد - سيريندين
- نو غيم نو لايف - شيرو
- بلاد الأحجار الكريمة - ماسة
- ملحمة غرانكريست - ماريني كرايشي
- مكان أبعد من الكون - تاكاكو كوبوتشيزاوا
- جولييت في المدرسة الداخلية - جولييت بيرسيا
- أعمال الريوؤو! - كيكا كيوتاكي
- لوست سونغ - كورتي/ميل
- لاست بيريود: قصة اللولب اللامتناهي - إيونا
- هل تحب أمك و هجماتها الشاملة ذات الضربتين؟ - ماماكو أوسوكي
- سنكي زيشّو سيمفوجير G - كيريكا أكاتسوكي
- سنكي زيشّو سيمفوجير GX - كيريكا أكاتسوكي
- سنكي زيشّو سيمفوجير AXZ - كيريكا أكاتسوكي
- سنكي زيشّو سيمفوجير XV - كيريكا أكاتسوكي
- سيف قاتل الشياطين - كاناي كوتشو
- نيفرلاند الموعودة - آنا

### أنمي الإنترنت
- آيكو: إنكارنيشن - ماهو شيرايشي

### أفلام أنمي
- سلسلة أفلام كود غياس: أكيتو المنفي
  - كود غياس: أكيتو المنفي: الفصل الأول «وصول التنين» - آنا كليمان
  - كود غياس: أكيتو المنفي: الفصل الثاني «انقسام التنين» - آنا كليمان
- سيليكتور دستراكتد ويكروس - هيتوي أويمورا
- زهور الزجاج و العالم المحطم - سوميري
- مازنغر زد إنفينيتي - ساياكا يومي
- نو غيم نو لايف: زيرو - شوفي دولا، شيرو
- ماكيا: عندما تزهر زهرة الوعد - ليليا
- مازنغر زد إنفينيتي - ساياكا يومي
- البركة لهذا العالم الرائع!: الأسطورة القرمزية - داركنيس

## أدوارها في ألعاب الفيديو
- دانغانرونبا 2: غودباي ديسبير - ميكان تسوميكي
- تيلز أوف زيستيريا - أليشا
- عشيقة (مؤقتة) - هاروكو يوميساكي
- طوكيو ميراج سيشنز شارب إف إي - أياها أوريبي
- شوكوغيكي نو سوما: طبق الصداقة والروابط - ريوكو ساكاكي

## وصلات خارجية
- آي كايانو على موقع IMDb (الإنجليزية)
- آي كايانو على موقع ميوزك برينز (الإنجليزية)
- آي كايانو على موقع ديسكوغز (الإنجليزية)
- آي كايانو على موقع قاعدة بيانات الفيلم (الإنجليزية)
- آي كايانو على موقع ANN person (الإنجليزية)
- صفحة IMDb